# Districte de Ferizaj
El districte de Ferizaj (albanès: Rajoni i Ferizajit; serbi: Uroševački okrug, Uroševački okrug) és un dels set districtes de Kosovo. La ciutat de Ferizaj és la capital del districte. Segons el cens de 2024, la població total del districte és de 180.897.

## Municipis
El districte de Ferizaj té 5 municipis amb 126 nuclis de població.
| Municipi             | Població (2011) | Superfície (km²) | Densitat (km²) | Nuclis |
| -------------------- | --------------- | ---------------- | -------------- | ------ |
| Ferizaj              | 109.345         | 345              | 315            | 45     |
| Kaçanik              | 27.742          | 221              | 151,4          | 31     |
| Shtime               | 24.320          | 134              | 203,9          | 23     |
| Hani i Elezit        | 8.600           | 83               | 113,1          | 11     |
| Štrpce               | 10.890          | 247              | 28,1           | 16     |
| Districte de Ferizaj | 180.897         | 1,030            | 175,6          | 126    |